# Ferdinand Amelin

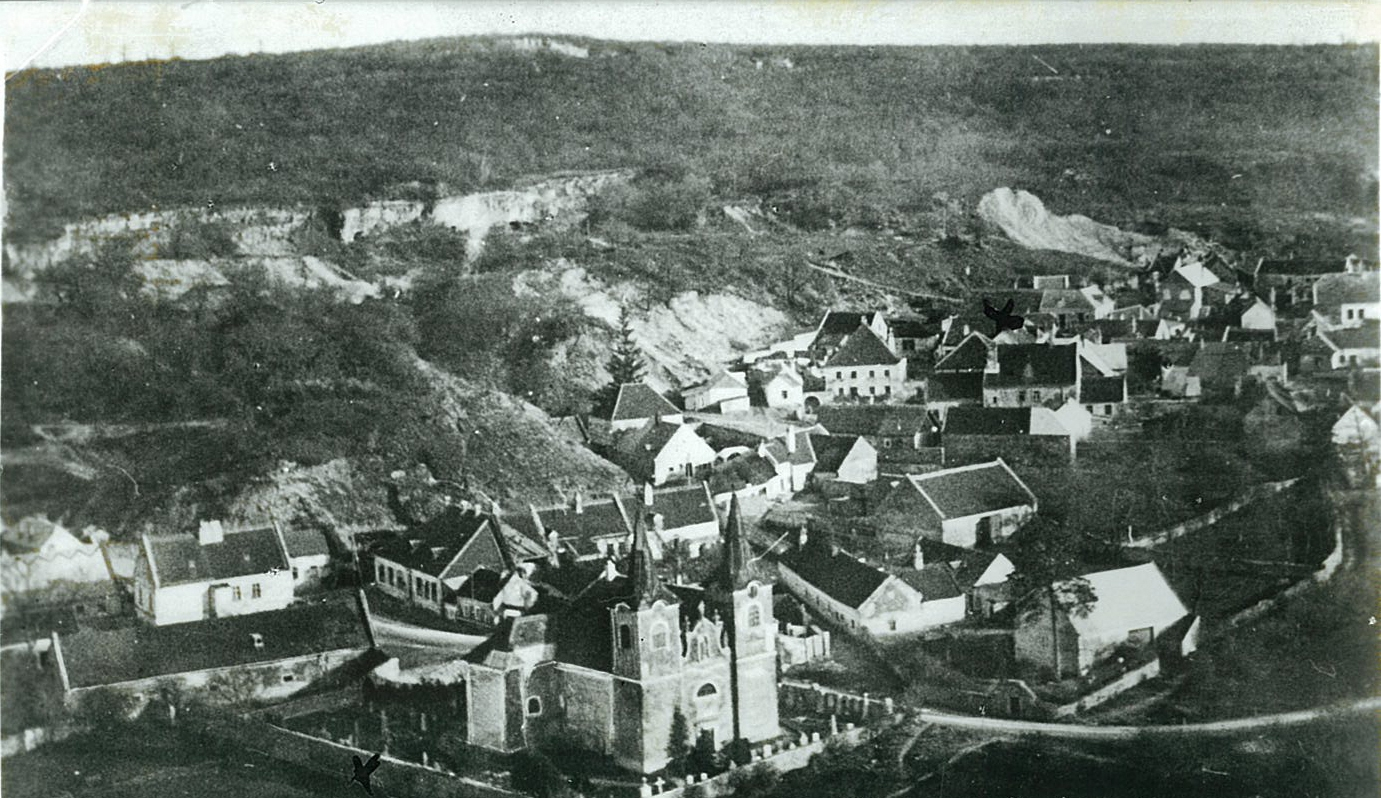
Kaisersteinbruch, Blick auf die Steinbrüche 1900

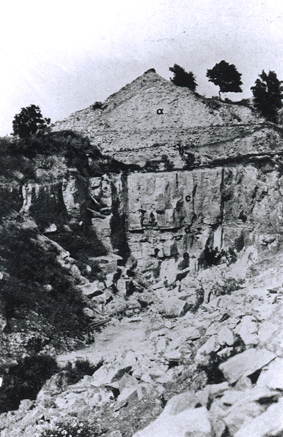
Hausbruch, als „Amelin-Bruch“ bezeichnet, Nordwand, mit härtestem Kaiserstein. Zur besseren Einschätzung der Dimensionen – in der Mitte stehen zwei Personen

Ferdinand Amelin (auch Amerling, * 13. April 1868 in Kaisersteinbruch, Westungarn, heute Burgenland; † 1947 in Wien) führte mit seinem Bruder Josef die österreichisch-ungarische Steinbruch- und Steinmetz-Firma Amelin.
In den Matriken der Pfarre Schottenfeld im Wiener Gemeindebezirk Neubau ist der Name Amerling eingetragen.

## Leben und Wirken
Ferdinand Amelin wurde als Sohn des Steinmetzmeisters Joseph Amelin und der Anna Krukenfellner, Tochter des Steinmetzmeisters Ferdinand Krukenfellner, geboren. Sein Vater amtierte in den Jahren 1873–1890 als Richter. Der Großvater, Steinmetzmeister Johann Amerling kam aus Wien, Schottenfeld, hatte sich 1830 in Kaisersteinbruch verheiratet und wurde der Begründer einer bedeutenden Steinmetzfamilie am Leithagebirge.

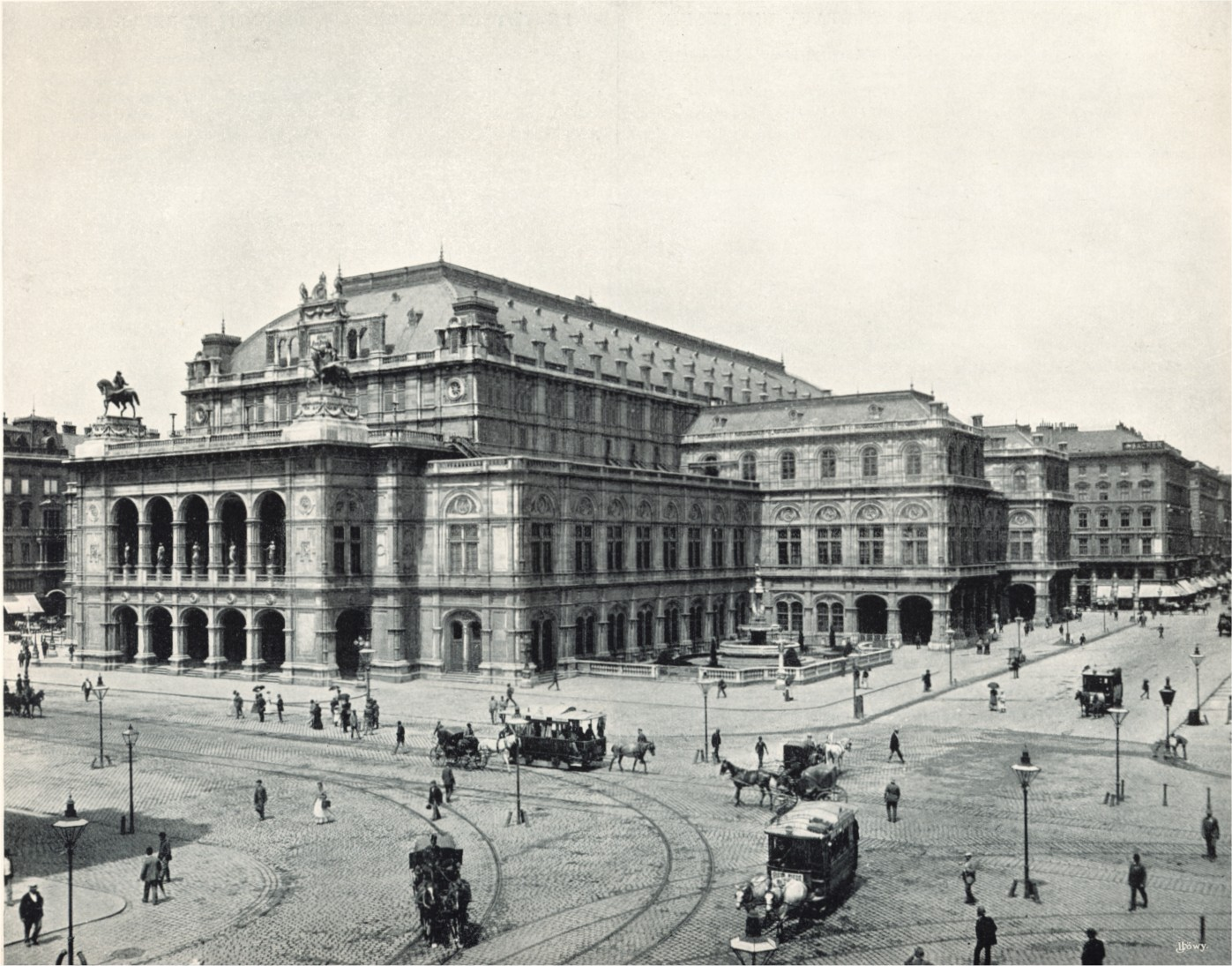
Hofoper um 1898

### Steinbrüche der Familie Amelin
Die Brüder Josef und Ferdinand Amelin führten den Steinmetzbetrieb gemeinsam, wobei sich Josef mehr um die Brüche und das Personal kümmerte, während Ferdinand die Geschäfte und das Finanzielle erledigte. Sie pachteten den Hausbruch, Nord- und Südwand auf die Brüder aufgeteilt, den Blauen- (Schotter-) und Weißen Bruch, sowie den Kapellenbruch. Gustav Scharmer (1897–1991) berichtete aus seiner Kindheit: Als Bub habe ich selbst gesehen, wie im Kapellenbruch der Firma Amelin 5 Meter tiefe Löcher in den Fels gebohrt wurden, Herr Amelin hat die Sprengung eingeleitet und ein hausgroßer Block hat sich gelöst. Wie die Ameisen sind von allen Seiten die „Ritzer“ gekommen und haben auf genau festgelegten Bahnen Rillen gehämmert. Das ging den ganzen Tag. Dann wurden Stahlplatten als Keile angesetzt und der Block in die gewünschten Teile zerlegt. Auch die weitere Vorarbeit erfolgte durch die Ritzer, erst die Fertigstellung durch die Steinmetzen.

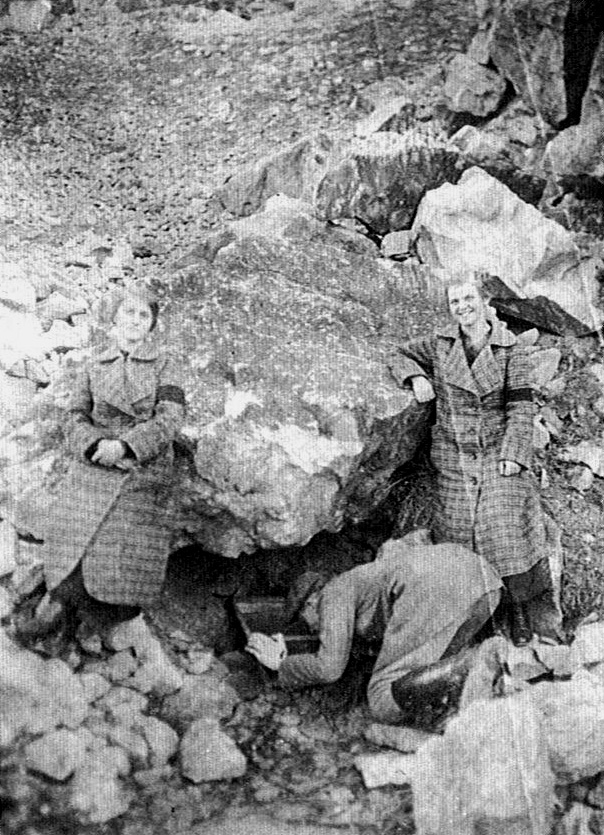
Hausbruch
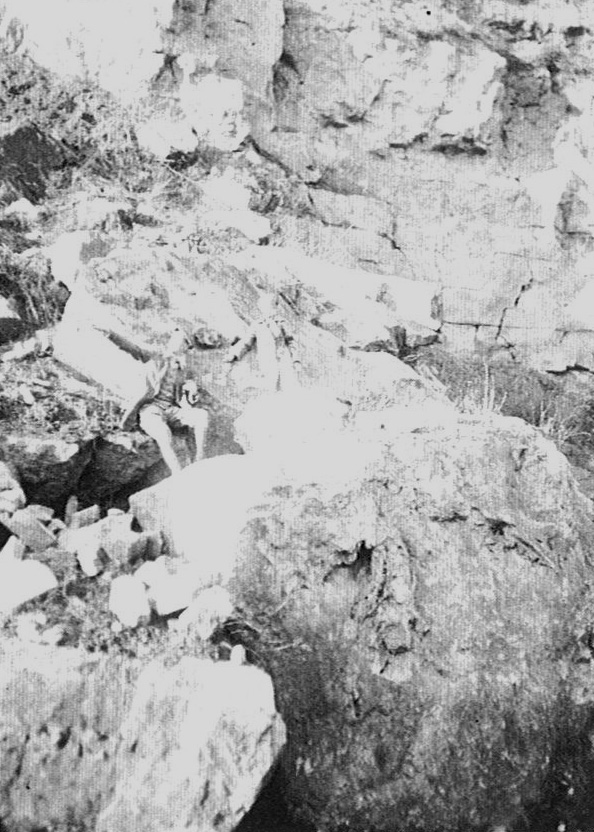
Hausbruch
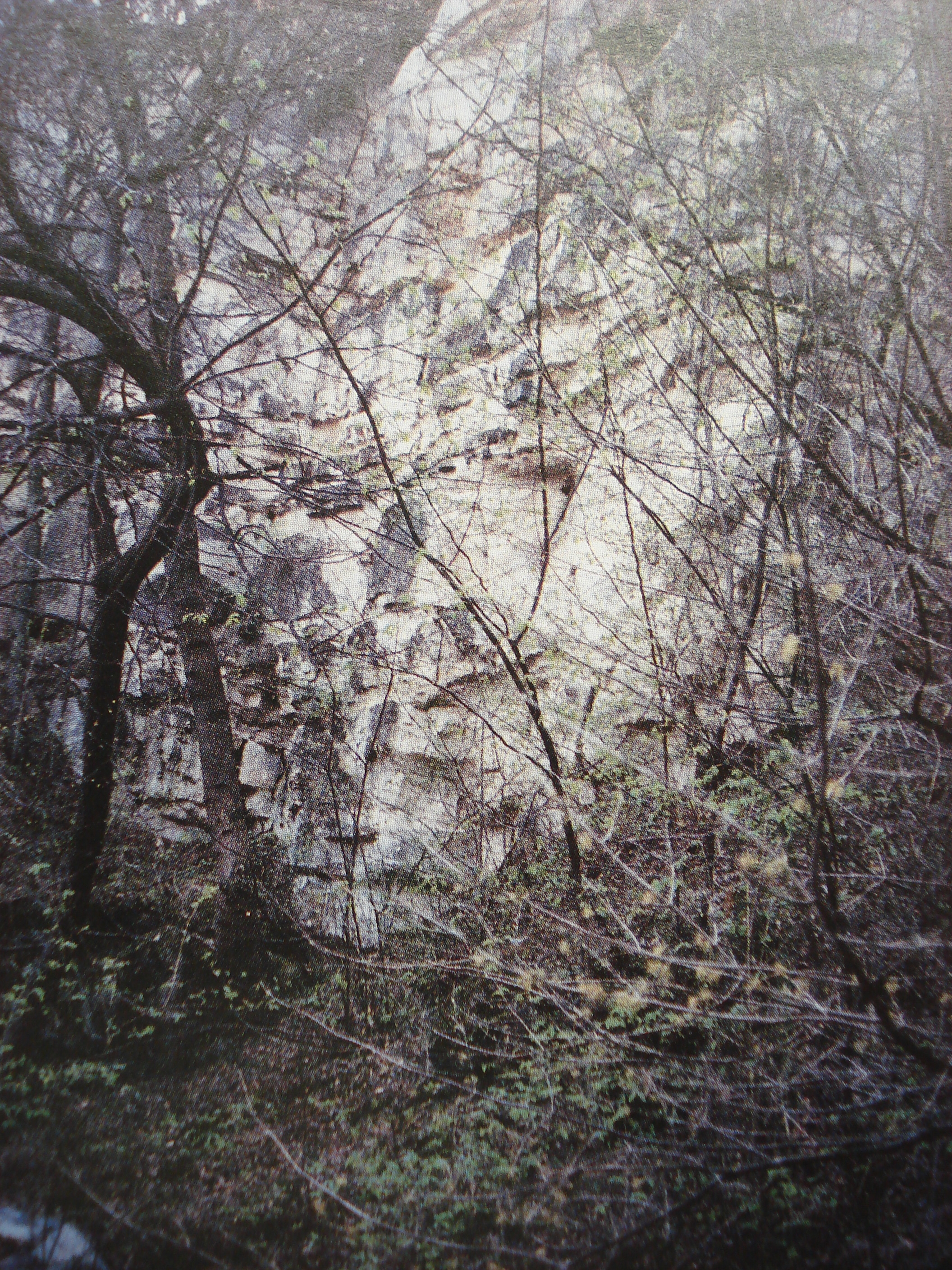
Amelinbruch
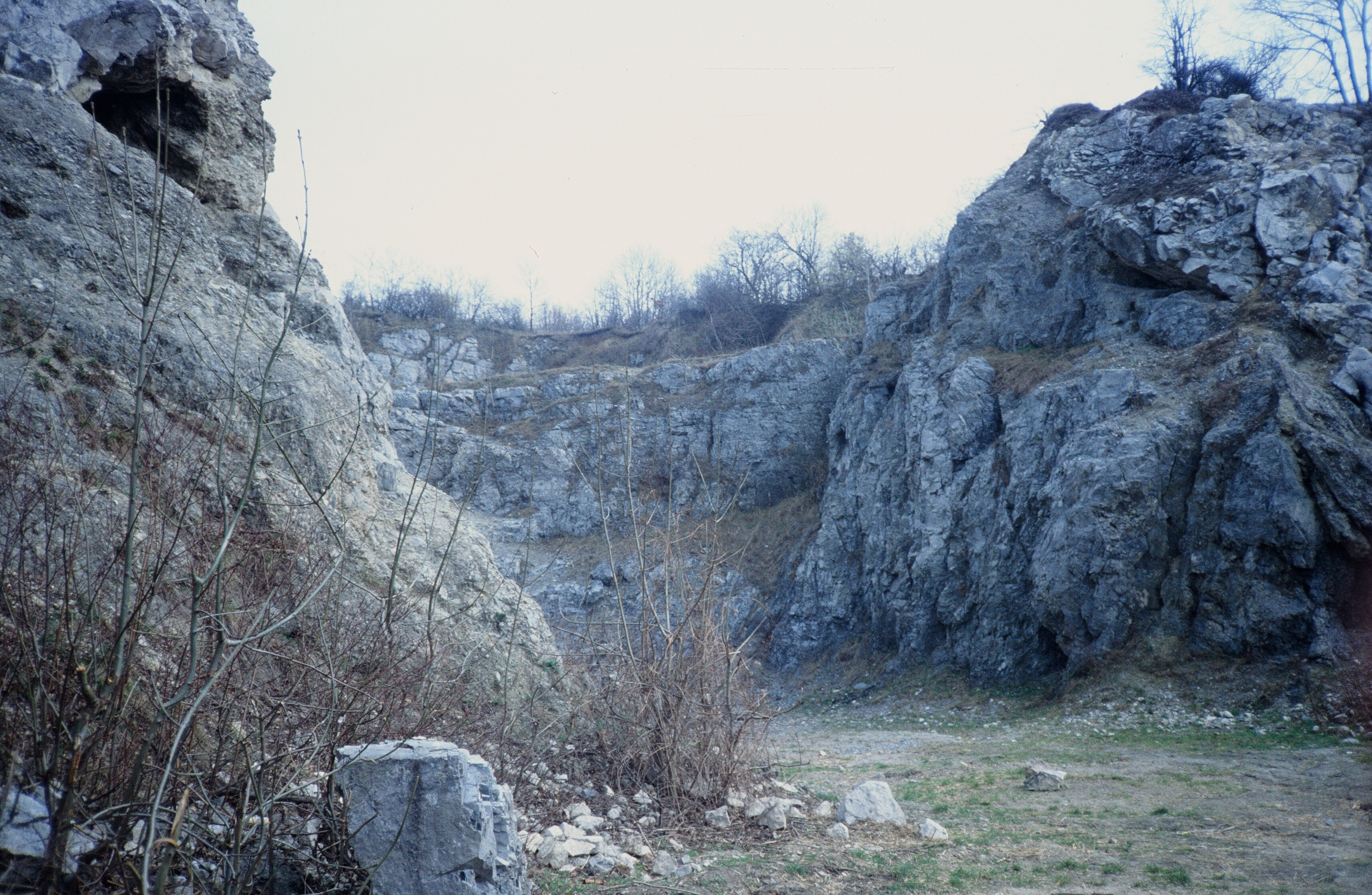
Blauer Bruch

### Heirat
Ferdinand Amelin, Steinmetzmeister und Hausbesitzer im Steinbruch, heiratete am 10. Juli 1892 Anna Dietrich, Tochter des aus Měšice in Böhmen zugewanderten Anton Dietrich, herrschaftlicher Jäger zu Königshof und der Elisabeth, geborene Koch.

### Das Stift kündigt die Steinbrüche, 3. Oktober 1910
In einem Schreiben an die Kanzlei des Stiftes Heiligenkreuz beklagen die Brüder Amelin als eine langjährige Pächterfamilie, welche sich in keiner Weise etwas zu schulden kommen ließ, auch den Pacht immer bezahlt hat, ganz einfach gekündigt zu werden. Dass diese Kündigung mit den Gepflogenheiten in derartigen Fällen nicht im Einklang steht, und daher nicht akzeptiert werden kann. Die Familie Amelin arbeitete hier an diesem Ort seit 62 Jahren, und kann infolgedessen verschiedene Baulichkeiten nicht innerhalb der vorgegebenen Frist bis 1. Jänner 1912 entfernen.
All diese Bedingungen hatte der Verwalter der Herrschaft Königshof, Pater Rudolf Rath, als Vertreter des Abtes gestellt. Schriftliche Dokumente vor allem dieses Verwalters zeigen die starke Entfremdung der Herrschaft Königshof und seiner Besitzung Steinbruch, nur sehr widerwillig „Kaiser-Steinbruch“ bezeichnet, auf. Das führte zum „Verkauf über Nacht“ ans k.k. Militärärar.

### Kaisersteinbrucher Steinmetzhandwerk
Als Nachfolger des Steinmetzmeisters Ferdinand Krukenfellner wurde Amelin 1913 Richter, 1921/1922 übernahm sein Bruder Josef das Amt. Seine Mitmeister in diesen Jahren waren Josef Amelin, Alexander Krukenfellner, Eduard Richter, Carl Teuschl, Carl Winkler, Franz Winkler.

### Audienz beim k.u.k.Kriegsminister, 13. Februar 1913
„Die Gemeinderepräsentanz nimmt die günstige Zusage des k.u.k.Kriegsministers Alexander von Krobatin mit Dankbarkeit zur Kenntnis und beschließt einstimmig, dass die Gemeinde den offerierten Grundstücks-Komplex in Pacht nimmt und mit ähnlichem Preis und Bedingungen an die Ortsinsassen in Subpacht weitergibt.“ Ortsrichter Ferdinand Amelin.

### Leithasand- und Schottergewinnung
Vertragsabschluss am 23. Februar 1913 der Gemeinde Czászárköbánya mit der k.u.k.Heeresverwaltung, die zwecks Vermehrung und Erhöhung der Gemeindeeinkünfte die Sand- und Schottergewinnung aus dem neuen Leithakanal in Pacht nimmt. Richter Ferdinand Amelin.

### Bau eines Kriegsgefangenenlagers in Kaisersteinbruch, 1916
Höchste militärische Sachverständige kamen zu dem Entschluss, ein Kriegsgefangenenlager ganz bei der Ortschaft Kaisersteinbruch zu errichten. Mit der Erbauung wurde die Wiener Baufirma Janisch&Schnell beauftragt. An das untere Ortsende an der linken Straßenseite stellte man acht Holzbaracken, die zur Unterbringung von 2.000 bis 3.000 Kriegsgefangenen dienten. Diese Kriegsgefangenen wurden zur Schottererzeugung im Blauen Bruch, dann zur Gewinnung von Unterbausteinen im Kavernenbruch, zur Betonschottergewinnung aus der Leitha, sowie zur Mitarbeit beim eigentlichen Barackenbau eingesetzt.

### Enteignung der Grundstücke
Ein weiteres Lager, das „Lager I“, wurde anschließend am unteren Dorfende auf der rechten Straßenseite erbaut, bestehend aus 30 Baracken Mannschafts- und 16 Baracken Offizierslager. Die Gemeinde wollte auf das ihr zustehende Wasserrecht nicht verzichten, und die Besitzer der „Edelgarten-Grundstücke“ wollten diese ebenfalls nicht abtreten. Auch als das Militärärar die Evakuierung der ganzen Gemeinde androhte, blieben die Grundbesitzer bei ihrer Ablehnung, sodass schließlich die Grundstücke enteignet wurden.

## Standrecht über Kaisersteinbruch
Josef Wolf berichtete in „Heldenkampf für Burgenland“ und „Standrecht über Kaisersteinbruch“. Im Friedensvertrag von Saint Germain wurde der Streifen Deutsch-Westungarn Österreich zugesprochen. Der Anführer der Freischärler, Kommandant Ivan Héjjas, besetzte Kaisersteinbruch, es kam zu Kampfhandlungen, Héjjas verhängte das Standrecht.

### Schadenersatzanspruch 1921
Über die durch die ungarischen Freischärler verursachten Schäden vom 14. Oktober bis 4. November 1921 bei Ferdinand Amelin. Zwangsweise Abnahme und Verschleppung durch die Freischärler von Waffen, zwangsweise Requirierung von Lebensmitteln, wie Milch, Weizenmehl, Brot, von angegebenen Fuhren und Ernteausfall durch verspäteten Anbau. Gesamthöhe 10.522.000 ö.Kr.

### Memorandum vom 25. Jänner 1923
„Wir bitten durch eine Kommission diese jämmerliche Gemeinde besichtigen zu lassen, um sich von der Richtigkeit der folgenden Angaben überzeugen zu können (auszugsweise), .. Im Jahre 1912 verkaufte das Stift Heiligenkreuz den ganzen Besitz an das Militärärar. Nach dem Umsturz im Jahre 1918 übernahm vorübergehend die königlich-ungarische Staatsbahn die Führung des Gutes. Das Ministerium für Heerwesen übernahm 1921 das Gut. Anfangs wurde von uns nur Mögliches und Erfüllbares verlangt, mit einem Schlage forderte die Heeresverwaltung das 37.000-fache des 1913 vorgeschriebenen Pachtzinses. Da die Gemeinde, also die bodenständigen Inwohner, bei den auf sechs Jahre pachtweise überlassenen Feldern kein Kündigungsrecht besitzen, sind sie mit dem Vertrag gerade so rechtlos, wie ohne denselben. Das Dürrholz sammeln, sowie der Waldgang zum Laubstreu sammeln für ihr Vieh, wurde den ärmeren Bewohnern gänzlich eingestellt...
Trotz des gegenwärtigen vollständigen Stillstandes der Bautätigkeit, fast sämtliche Steinbrüche sind außer Betrieb, fordert die Heeresverwaltung von den Pächtern, welche schon als dritte Generation bei den jeweiligen Gutsherren als Steinbruchpächter ihr Fortkommen fanden, gegenwärtig einen unerschwinglich hohen Pachtzins. Der Bruch wird gekündigt, oder das 43.000-fache des früheren Bruchpachtes wird bezahlt. Unter solchen Umständen ist jede Existenzmöglichkeit ausgeschlossen, hier wird eine bodenständige burgenländische Gemeinde um ihre Existenz gebracht... Dabei war es nicht wenig, was wir durch die Anwesenheit der ungarischen Freischärler zu erdulden hatten...“ Mit Bleistift geschrieben von Ferdinand Amelin.

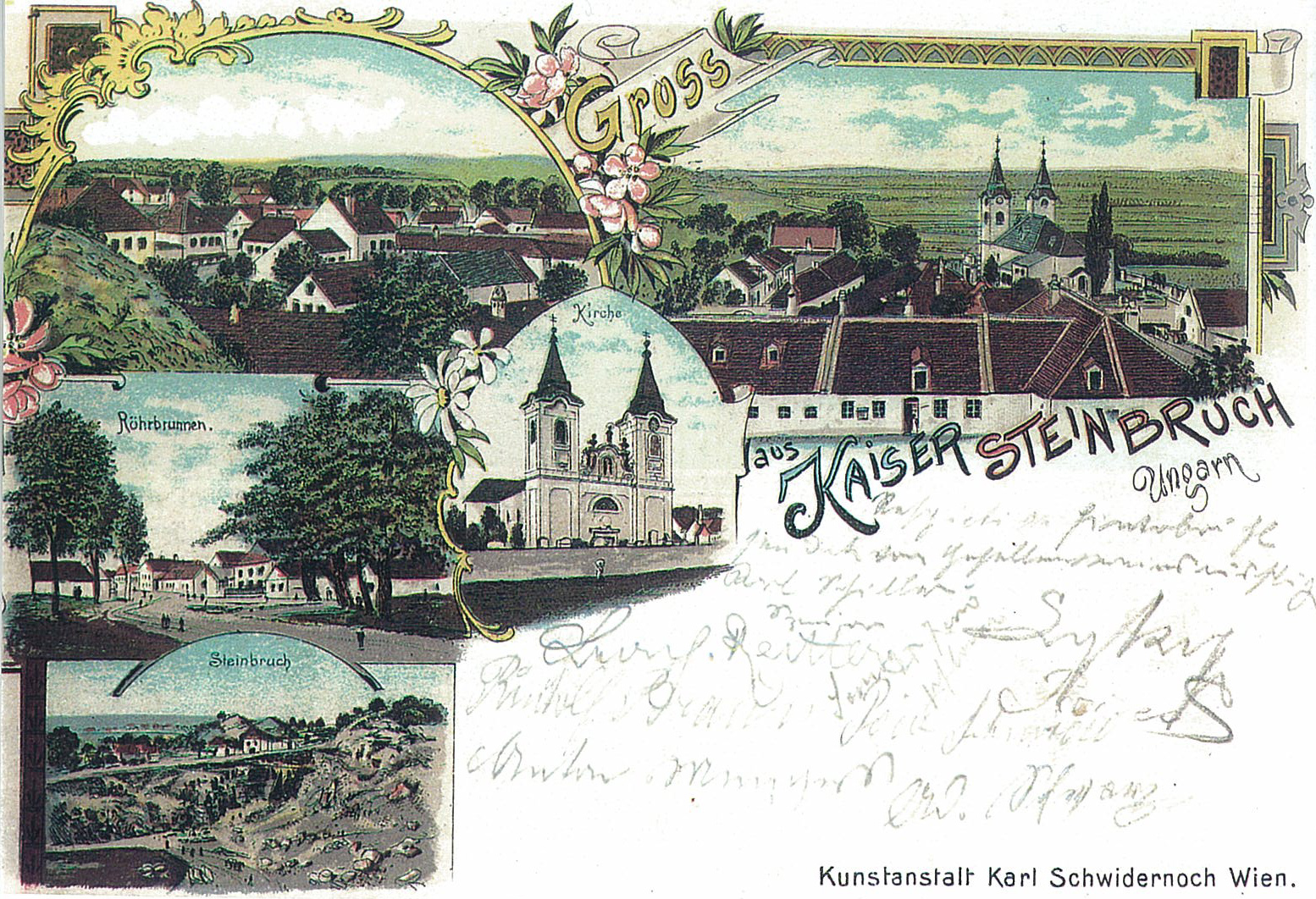
Gruß aus Kaisersteinbruch

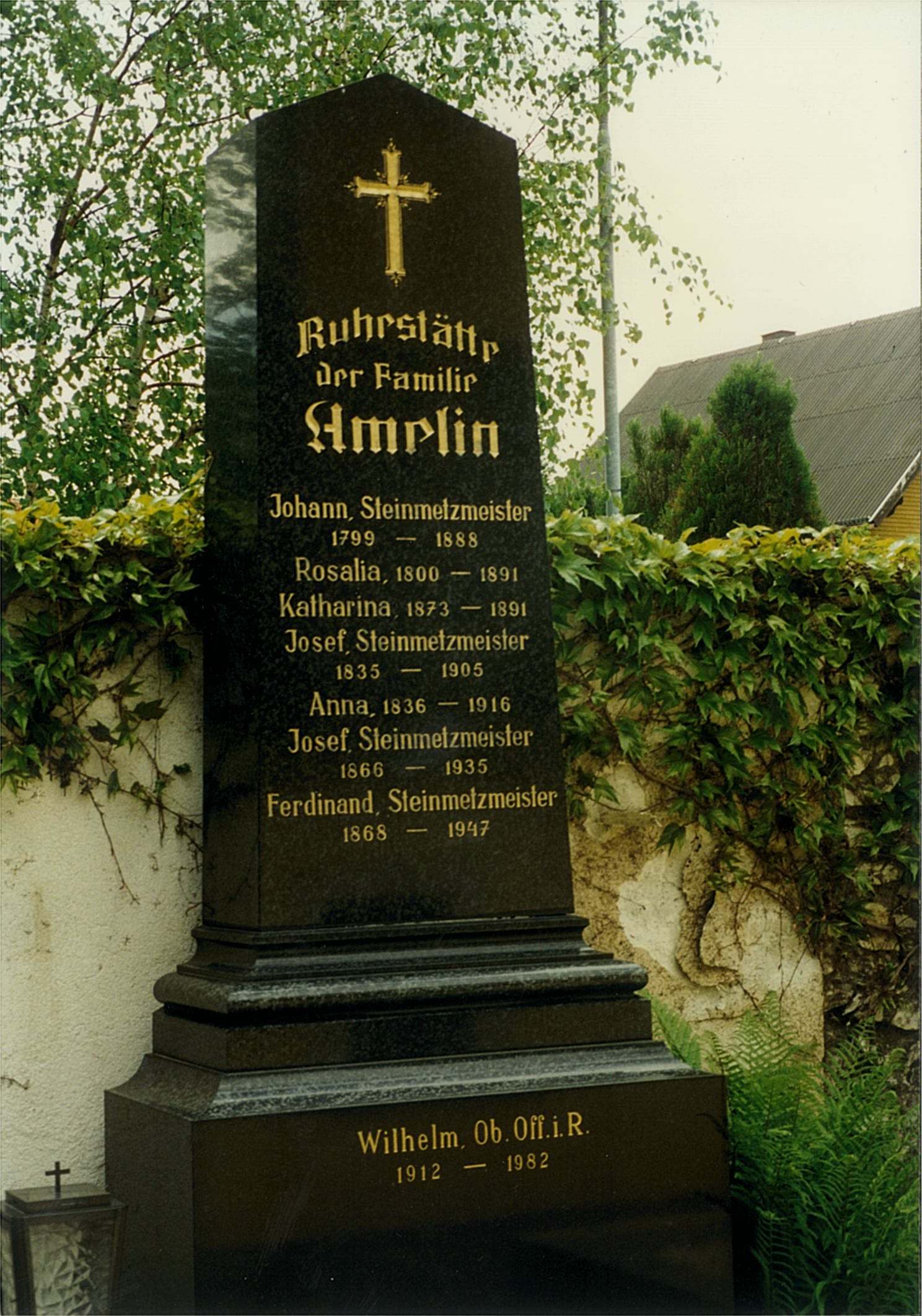
Gruft der Steinmetz-Familie Amelin auf dem Kaisersteinbrucher Friedhof

## Archivalien
- Wiener Stadt- und Landesarchiv: Steinmetzakten.
- Stift Heiligenkreuz Archiv: Kirchenbücher, Register, Pachtverträge.
- Allgemeines Verwaltungsarchiv: Akten des Stadterweiterungsfonds
- Landesarchiv Burgenland: Johann Wimmer, Lehrer in Kaisersteinbruch: Gedenkbuch der Gemeinde Kaisersteinbruch, 1895. (handschriftliches Exemplar)